# إستونيون
الإستونيون هم مجموعة عرقية تشبه إلى حد كبير الفنلنديون، يتكلمون لغات فينية أوغرية، والتي تعرف بالإستونية، تعيش مجموعة كبيرة منهم في إستونيا والباقي يعيش في باقي دول منطقة بحر البلطيق، وينتمون أيضا إلى البلطيقين والذين يعيشون في لاتفيا ولتوانيا.

## التاريخ
كان أول ظهور لإستونيا تقريبا منذ 10,000 عام بعد انعزال بحر البلطيق عن منطقة إستونيا، لم يحدد حتى الآن أول لغة تكلم بها شعب إستونيا ولكن تحدث الإستونيين الآن بلغات فينية أوغرية يجعل الاعتقاد بأن الإستونيون كانوا يتكلموا بها منذ 5000 عام.
اسم إستونيا جاء من كلمة إستي وهو اسم أطلقه الألمان القدماء على الناس الذين كانوا يعيشون شمال شرق نهر فيستولا، ثم بعد ذلك أطلق على تلك المنطقة وأولئك الناس الذين يعيشون بها عديد من الأسماء حتى وصلت للأسماء الحالية.
تنتمي اللغة الإستونية إلى مجموعة لغات فينية أوغرية، مثل الفنلندية.
أول كتاب طبع في إستونيا كان عام 1525.

## الهجرة
أثناء الحرب العالمية الثانية، أقتحمت القوات السوفيتية تلك المنطقة فبدأ كثير من الإستونيين الهجرة عبر بحر البلطيق على السفن والمراكب الصغيرة إلى الدول الأخرى مثل : السويد وألمانيا، ثم بعد ذلك إلى كندا، المملكة المتحدة، الولايات المتحدة الأمريكية، وأستراليا، بعض منهم عادوا ثانية إلى بلادهم في التسعينيات من القرن الماضي.